# Погост-Пречистое
Погост-Пречистое — село в Пошехонском районе Ярославской области России. 
В рамках организации местного самоуправления входит в Пригородное сельское поселение, в рамках административно-территориального устройства относится к Красновскому сельскому округу.

## География
Расположено близ реки Шельша в 5 км на юго-запад от села Красного и в 12 км на север от райцентра города Пошехонье.

## История
Церковь Пречистенского погоста построена в 1798 году на средства прихожан. Престолов в ней было три: Рождества Пресвятой Богородицы, Святых Бессребреников Косьмы и Дамиана и Преподобного Кирилла Игумена Белозерского Чудотворца. 
В конце XIX — начале XX века село входило в состав Давыдковской волости Пошехонского уезда Ярославской губернии.
С 1929 года село входило в состав Красновского сельсовета Пошехонского района, с 2005 года — в составе Пригородного сельского поселения.

## Население
| 1859 | 2002 | 2007 | 2010 |
| ---- | ---- | ---- | ---- |
| 17   | ↘8   | ↗9   | ↘8   |